# نظرية الحقل الإحصائي
في الفيزياء النظرية، تعتبر نظرية الحقل الإحصائي (بالإنجليزية: Statistical field theory)‏ (SFT) إطارًا نظريًا يصف انتقالات الطور. لا يشير إلى نظرية واحدة ولكنه يشمل العديد من النماذج، بما في ذلك المغناطيسية، والموصلية الفائقة، والميوعة الفائقة، انتقال الطور الطوبولوجي، والترطيب وكذلك انتقالات الطور غير المتوازنة. إن SFT هو أي نموذج في الميكانيكا الإحصائية حيث تشتمل درجات الحرية على مجال أو مجالات. بمعنى آخر، يتم التعبير عن الدول الصغيرة للنظام من خلال التكوينات الميدانية. يرتبط ارتباطًا وثيقًا بنظرية الحقل الكمومي، التي تصف ميكانيكا الكم للحقول، وتتشارك معها العديد من التقنيات، مثل صيغة تكامل المسار والاستبدال غير المتناهي. إذا كان النظام يتضمن بوليمرات، فإنه يُعرف أيضًا باسم نظرية حقل البوليمر.